# Estoloides perforata
Estoloides perforata är en skalbaggsart som först beskrevs av Bates 1872. Estoloides perforata ingår i släktet Estoloides och familjen långhorningar.
Artens utbredningsområde är:
- Belize.
- Costa Rica.
- Guatemala.
- Honduras.
- Nicaragua.
- Curaçao.
- Panama.
- Venezuela.

Inga underarter finns listade i Catalogue of Life.